# Micronephthys stammeri
Micronephthys stammeri är en ringmaskart som först beskrevs av Augener 1932.  Micronephthys stammeri ingår i släktet Micronephthys och familjen Nephtyidae. Inga underarter finns listade i Catalogue of Life.